# جورج كريستيان
جورج كريستيان (بالإنجليزية: George Christian)‏ هو صحفي أمريكي، ولد في 1927 في أوستن في الولايات المتحدة، وتوفي في 27 نوفمبر 2002.

## وصلات خارجية
- جورج كريستيان على موقع إن إن دي بي (الإنجليزية)